# Third
Third este un dublu LP din 1970 al trupei Soft Machine, fiecare față a discului prezentând o singură lungă compoziție. Muzica de pe album explorează accente de jazz fusion asemănătoare cu cele de pe albumul Bitches Brew al lui Miles Davis apărut în aceeași lună. Albumul marchează trecerea formației de la muzică psihedelică la jazz, fiind un moment esențial al Canterbury scene. Cei patru muzicieni ai grupului au fost completați de Lyn Dobson la saxofon, Nick Evans la trombon și Jimmy Hastings la flaut și clarinet, primii doi fiind și membrii oficiali ai trupei până în 1969.

## Tracklist

### Disc 1
1. "Facelift" (Hugh Hopper) (18:45)
2. "Slightly All The Time" (Mike Ratledge) (18:12)

### Disc 2
1. "Moon in June" (Robert Wyatt) (19:08)
2. "Out-Bloody-Rageous" (Ratledge) (19:10)

## Componență
- Mike Ratledge - pianet Hohner, orgă Lowrey, pian
- Hugh Hopper - chitară bas
- Robert Wyatt - tobe, voce, plus orgă Hammond, pianet Hohner, pian (3)
- Elton Dean - saxofon alto, saxello (cu excepția melodiei 3)

cu
- Lyn Dobson - saxofon soprano, flaut (1)
- Jimmy Hastings - flaut, clarinet bas (2)
- Rab Spall - vioară (3)
- Nick Evans - trombon (4)